# Хелмінське воєводство
Хе́лмінське воєво́дство (лат. Palatinatus Culmensis, пол. Województwo chełmińskie) — адміністративно-територіальна одиниця Королівства Польського та Корони Польської в Речі Посполитій. Існувало в 1466—1793 роках. Створене на основі земель Тевтонського ордену. Входило до складу Великопольської провінції. Належало до регіону Королівська Пруссія. Розташовувалося в західній частині Речі Посполитої, на південному заході Королівської Пруссії. Головне місто — Хелмно. Очолювалося хелмінськими воєводами. Сеймик воєводства збирався у містечку Ковалево. Мало представництво із 3 сенаторів у Сенаті Речі Посполитої. Складалося з 7 повітів. Станом на 1791 рік площа воєводства становила 4654 км². Ліквідоване 1793 року під час другого поділу Речі Посполитої. Територія воєводства увійшла до складу провінції Західна Пруссія королівства Пруссія.

## Повіти
- Бродницький повіт → Бродниця (Міхаловська земля)
- Ґрудзьондзький повіт → Грудзьондз (Хелмінська земля)
- Ковальський повіт → Ковалево (Хелмінська земля)
- Новоміський повіт → Нове-Місто (Міхаловська земля)
- Радзинський повіт → Радзинь (Хелмінська земля)
- Торунський повіт → Торунь (Хелмінська земля)
- Хелмінський повіт → Хелмно (Хелмінська земля)